# Capparis asperifolia
Capparis asperifolia là một loài thực vật có hoa trong họ Capparaceae. Loài này được C.Presl mô tả khoa học đầu tiên năm 1828.